# Maja Keuc
Maja Keuc, född den 16 januari 1992 i Maribor, är en slovensk sångerska. Hon är mest känd för att ha representerat Slovenien vid Eurovision Song Contest 2011 i Düsseldorf i Tyskland med låten "No One".

## Innan Eurovision
Maja Keuc började som ung med att sjunga i en kör. I sex år gick hon sedan på English Student Theatre i Maribor. Där lärde hon sig både sång, dans och skådespeleri. Hon medverkade i två musikaler och turnerade både i Slovenien och Kroatien med gruppen från skolan. Hon medverkade bland annat i musikalen We Will Rock You. Mellan det att hon var 14 och 16 år sjöng hon i rockbandet Hrošci (Bugs) och var med i TV och radio för första gången. Hennes första soloframträdande gjorde hon den 17 oktober 2009 då hon var 17 år och sjöng en cover på låten "I Got Trouble" av Christina Aguilera i TV-programmet Hri-bar. Det var efter detta framträdande som hon fick seriösa erbjudanden från andra artister om musikaliska samarbeten. Hon var en av de nominerade för GONG Media Awards kategori "Populäraste musikframträdande".
Keuc blev ordentligt känd i Slovenien för sitt deltagande i den första säsongen av TV-programmet Slovenija ima talent (Slovenia's Got Talent) år 2010 där hon slutade på andra plats efter sexåriga Lina Kuduzovic. I programmets final snubblade hon på scenen eftersom den var våt. Hon har sedan sitt deltagande kallats Sloveniens Christina Aguilera och Anastacia och föredrar själv Jazz, Blues och Soul. Under hösten 2010 gjorde hon framträdanden med musiker som Tony Cetinski, Uroš Perić, Stefan Milenković och Edin Karamazov. Samma år gick hon med i musikprojektet Papir (Papper). Gruppen släppte en CD-skiva med titeln Po viharju (Efter stormen), och gjorde flera konserter runt om i Slovenien. Den 13 februari 2011 framträdde hon i TV-programmet NLP där hon framförde en cover på låten "Price Tag" från Jessie J tillsammans med gitarristen Teo Colori. Den 14 februari 2011 släppte Papir sin första musikvideo för låten "2010" som Maja Keuc sjunger. Videon som regisserades av Dafne Jemeršič filmades i Ljubljana och längs med Sloveniens havskust.

## Eurovision Song Contest

### EMA 2011
Den 27 februari 2011 deltog Keuc i EMA (Evrovizijska Melodija), Sloveniens  nationella uttagning till Eurovision Song Contest 2011. Hon var en av tio artister och grupper som deltog i finalen och alla hade bjudits in av RTV Slovenija. Hennes bidrag med titeln "Vanilija" hade startnummer fyra och framfördes på slovenska. Låten skrevs till Keuc av Matjaž Vlašič och Urša Vlašič som redan skrivit tre av Sloveniens tidigare ESC bidrag tillsammans. Hon hade tidigare presenterat låten innan EMA i TV-programmet Spet Doma den 13 februari. Efter att alla låtar framförts bestämde en expertjury vilka två som skulle gå vidare till den andra omgången. Tillsammans med April gick hon vidare till "super finalen" som den kallades. I denna avgörande omgång användes endast telefonröster för att få fram slutresultatet. Keuc fick flest röster, 28 908 mot 11 993, och vann äran att få representera sitt land i den 56:e upplagan av Eurovision Song Contest med fler än dubbelt så många röster som April hade fått. "Vanilija" toppade den slovenska singellistan för slovenska singlar. Låten släpptes också på skivan EMA 2011 som innehåller alla låtar från finalen.

### Förberedelser
Den slutliga versionen av "Vanilija" som skulle framföras i Düsseldorf presenterades den 26 mars i TV-programmet Spet Doma. Keuc framförde låten som gjorts om till en engelsk version med titeln "No One". Efter segern i EMA 2011 gjorde hon flera intervjuer med större ESC hemsidor. Keuc blev lottad till att framföra sitt bidrag på startnummer 13 i den andra semifinalen den 12 maj. Den 6 april släpptes en musikvideo till hennes bidrag. Videon visar Keuc som sjunger sin sång medan hon vandrar genom en skog. Ibland dyker en grupp manliga dansare upp i klippet. Planerna för en musikvideo till låten hade påbörjats i slutet av mars och utförts med hjälp av TV-bolaget själv. Den 9 april framträdde hon vid Eurovision in Concert, en förkonsert till tävlingen med andra deltagare som hölls i Amsterdam i Nederländerna.
Den 14 april påbörjade hon sin promoturné inför Eurovision. Den startade i Bosnien och Hercegovinas huvudstad Sarajevo den 15 april där hon var med i TV-programmet Konačno petak! (Äntligen fredag!) på BHRT. Hon fortsatte till Makedoniens huvudstad Skopje där hon var med i programmen 100 posto Evrosong och U trendu på MRT. I Makedonien var hon även med på flera radiostationer, gjorde en intervju med en musikhemsida och höll en fotosession med en dagstidning. Hon avrundade sin resa i Grekland den 28 och 29 april där hon blev inbjuden till Oikotimes 10-årsjubileumsfest tillsammans med fler än 10 andra av årets ESC deltagare. Hon gjorde även intervjuer där med StarChannel, ERT och radiostationen Lampsa. Hon gjorde även en spelning i Ljubljana den 19 april. Den 26 april chattade hon med fans på RTV Slovenijas hemsida. Den 1 maj, dagarna innan avresan till Tyskland, framförde hon "No One" tillsammans med sina fyra körtjejer i TV-programmet NLP.

### I Düsseldorf
Den 3 maj reste hon tillsammans med låtskrivarna, bakgrundssångarna och gruppen från RTV Slovenija till Düsseldorf från Ljubljana flygplats. Keuc gör ofta framträdanden med dansgruppen Maestro. De var bland annat med henne på scenen i EMA 2011 och i flera av hennes senare konserter. Men de följde inte med till Düsseldorf, då koreografin anpassats mer efter låten, eftersom man ville fokusera mer på själva sången. Den 4 maj repeterade Keuc sitt framträdande på scenen för första gången. Repetitionen följdes av en presskonferens tillsammans med resten av Sloveniens delegation. Hon gjorde sin andra repetition på scenen den 8 maj. Hennes personliga favoritbidrag var de från Italien och Österrike. Dessa bidrag skulle även komma att bli några av juryns absoluta favoriter i finalen tillsammans med hennes eget. Dagen innan den andra semifinalen som hon skulle delta i släppte hon en EP med samma titel som sitt bidrag och som innehåller fem olika varianter på låten.
Den 12 maj framförde Keuc Sloveniens 17:e bidrag i Eurovision Song Contest. Hon slutade på tredje plats med 112 poäng och var därmed en av tio andra som gick vidare till finalen den 14 maj. I semifinalen hade hon fått flest poäng av juryn men endast hamnat på sjunde plats om bara telefonröster hade räknats. Endast Bosnien och Hercegovina gav 12 poäng till Keuc i semifinalen. Hon var den första att ta Slovenien till final sedan 2007 och den första sedan ESC införde jurysystemet 2009.
I finalen lottades hon till att starta som nummer 20 av 25. På scenen var hon iklädd svarta läderstövlar, en svart och silverne klänning, samt fingerlösa handskar. Klänningen är tung för den innehåller metall. Hennes klädnad designades av David Matej Goljat. Hon framförde låten med fyra körtjejer bakom sig. En av dem var Martina Majerle som representerade Slovenien i ESC 2009. De andra tre var Sandra Feketija och Katja Koren som också de hade tidigare erfarenhet av Eurovision, samt Ana Bezjak som Kuec känner genom gruppen Papir. På skärmarna i bakgrunden visades lila blommor som rör sig. Hon slutade på trettonde plats med 96 poäng, Sloveniens bästa resultat i tävlingen sedan Sestre också slutat på samma placering år 2002. I finalen kom hon på fjärde plats på poäng från juryn men endast tjugoandra plats på poäng från telefonröster. Hon plockade två stycken tolvpoängare i finalen från Bosnien och Hercegovina respektive Kroatien, samt två tiopoängare av Makedonien och Serbien.

## Efter Eurovision

### Debutalbum
En månad efter ESC släppte hon en ny singel den 19 juni med titeln "Zmorem" (Jag kan). Låten klättrade snart upp på första plats på singellistan. Den 1 december 2011 släppte Keuc sitt debutalbum med titeln Indigo som innehåller elva låtar på både engelska och slovenska, samt en remix av ESC bidraget "No One". Hon har varit med och skrivit låtarna på albumet själv. I slutet av december släppte hon en ny singel med titeln "Ta Čas" tillsammans med en tillhörande musikvideo. Videon visar Keuc som sjunger sin sång på en scen och klippet växlar ibland till en kille som håller en utställning i en konsthall. "Ta Čas" är den slovenska versionen av låten "Free Love" från albumet. Låten låg på sjätte plats på den officiella topp 17 listan över slovenska singlar. För att främja försäljningen av albumet gjorde hon tre konserter i december månad där hon framförde material från albumet. Den första var den 14 december i Sloveniens huvudstad Ljubljana, den andra var den 15 december i Serbiens huvudstad Belgrad och den tredje var den 28 december i hennes hemstad Maribor.
| Konserter för Indigo | Konserter för Indigo | Konserter för Indigo |
| Datum                | Stad                 | Land                 |
| -------------------- | -------------------- | -------------------- |
| 14 dec 2011          | Ljubljana            | Slovenien            |
| 15 dec 2011          | Belgrad              | Serbien              |
| 28 dec 2011          | Maribor              | Slovenien            |

### Misija Evrovizija & EMA 2012
Mellan den 2 oktober 2011 och den 8 januari 2012 var Keuc värd tillsammans med Klemen Slakonja för TV-programmet Misija Evrovizija, den första fasen av Sloveniens uttagning till Eurovision Song Contest 2012. Hon var värd för totalt 12 avsnitt och gjorde själv flera sångframträdanden under programmen.
Den 2 oktober i det första avsnittet sjöng hon den slovenska versionen av sitt eget ESC bidrag "Vanilija". Den 16 oktober i det tredje avsnittet sjöng hon Dana Internationals "Diva", låten som hade vunnit ESC 1998 för Israel. I samma avsnitt sjöng hon även låten "Od Rođendana Do Rođendana" tillsammans med dennas original artist Saša Lošić. Den 23 oktober i det fjärde avsnittet sjöng hon Anastacias "I'm Outta Love" tillsammans med Nina Radojčić som hade representerat Serbien i ESC tidigare samma år. Den 30 oktober i det femte avsnittet sjöng hon Helena Paparizous "My Number One", låten som hade vunnit ESC 2005 för Grekland.
 Den 6 november i det sjätte avsnittet sjöng hon Whitney Houstons "The Greatest Love of All" tillsammans med Darja Švajger som var en av de fyra medlemmarna i programmets expertjury. Den 13 november i det sjunde avsnittet sjöng hon Christina Aguileras "Tough Lover". Den 20 november i det åttonde avsnittet sjöng hon Beyoncé Knowles "Crazy in Love" tillsammans med Zlatan Čordić (Zlatko). Den 27 november i det nionde avsnittet sjöng hon Bryan Adams "Heaven". Den 11 december i det tionde avsnittet sjöng hon Christina Aguileras "Fighter". Den 18 december i det elfte avsnittet sjöng hon sin egen låt "You're a Tree and I'm a Balloon" från hennes nyligen släppta debutalbum Indigo. På nyårsafton den 31 december visades ett specialavsnitt av Misija Evrovizija där hon framförde sin nya singel "Ta čas". Den 8 januari i det tolfte och sista avsnittet sjöng hon först ett medley av låtarna från sitt detutalbum och sedan låten "You Shook Me All Night Long" som en duett tillsammans med Nuša Derenda.
Hon var inte värd för den andra fasen av uttagningen, den avgörande finalen EMA 2012 som hölls den 26 februari, men hon gjorde ett par framträdanden under kvällen. Hon öppnade bland annat programmet med att sjunga Azerbajdzjans vinnande bidrag från Eurovision Song Contest 2011, "Running Scared" av Eldar Qasımov och Nigar Dzjamal. I slutet av programmet framförde hon även sin egen låt "No One" som hon vunnit med ungefär ett år tidigare i EMA 2011.

### Fortsatt karriär
I januari 2012 var hon nominerad till priset för "årets kvinna" (Slovenka leta 2011). Den 21 januari 2012 framförde hon sin låt "You're a Tree and I'm a Balloon" i TV-programmet Sobotno popoldne. Den 16 februari framträdde hon vid den årliga karnevalen Kurentovanje som hålls i staden Ptuj. Hon var nominerad till priset för "årets populäraste musikartist" vid Viktor Awards 2011 som hölls den 17 mars 2012. Hon var en av fem som var nominerade i kategorin. Vinnare blev dock sångerskan Tanja Žagar.
Hon har meddelat Sloveniens jury röstnings resultat i Melodifestivalen vid två tillfällen. Hon talar flytande svenska.

## Diskografi

### Album
| År   | Information                      |
| ---- | -------------------------------- |
| 2011 | Indigo - Släppt: 1 december 2011 |

### EP
| År   | Information                  |
| ---- | ---------------------------- |
| 2011 | No One - Släppt: 11 maj 2011 |

### Singlar
| År   | Singel               | Lista     |           |           |
| År   | Singel               | Slovenien | Slovenien | Slovenien |
| ---- | -------------------- | --------- | --------- | --------- |
| 2011 | "No One" (Vanilija)  | 1         |           |           |
| 2011 | "Zmorem"             | 1         |           |           |
| 2011 | "Ta Čas" (Free Love) | 6         |           |           |

### Musikvideor
- 2011 - "No One" (6 april)
- 2011 - "Ta Čas" (22 december)